# ビョルン・ボルグ (競泳選手)

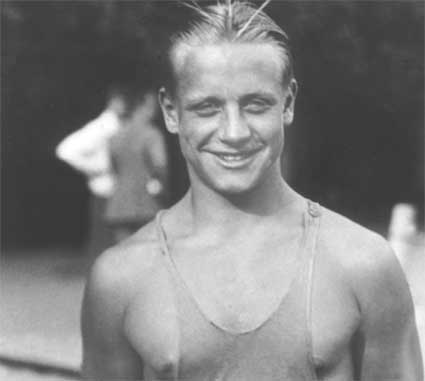
1938年のヨーロッパ水泳選手権でのビョルン・ボルグ

ビョルン・ボルグまたはビヨン・ボルグ、スウェーデン語読みでビョーン・ボーリ（Björn Borg, スウェーデン語発音: [bjœːɳ bɔrj] ( 音声ファイル), 1919年11月14日 – 2009年4月13日）は、スウェーデンのウプサラ県出身の競泳選手。自由形や背泳ぎを専門としていた。
1936年のベルリンオリンピックにはスウェーデンの競泳選手の代表の一人として出場、ステン＝オロフ・ボルデン、スヴェン＝ペレ・ペテルソン、グンナル・ヴェルナーとともに4x200メートル自由形リレーにて決勝で8位となった。彼は100メートル背泳ぎにも出場したが、準決勝で敗退している。
1938年にはロンドンにて開催されたヨーロッパ水泳選手権で400メートルと1500メートルの自由形で優勝し、同年のスヴェンスカ・ダーグブラーデット・ゴールドメダルを授与されている。
2009年4月13日、スイスのチューリッヒにて死去。89歳だった。